# Jedlina (Chýstovice)
Jedlina (německy Jedlina) je malá vesnice, část obce Chýstovice v okrese Pelhřimov. Nachází se asi 1 km na západ od Chýstovic. V roce 2009 zde bylo evidováno 7 adres. V roce 2001 zde trvale žilo 6 obyvatel.
Jedlina leží v katastrálním území Chýstovice o výměře 5,19 km2.